# Arce (ruisseau)
Pour les articles homonymes, voir Arce.
L'Arce ou le ruisseau de Chaverrut est un ruisseau du sud-ouest de la France, dans le département Charente (région Nouvelle-Aquitaine). Il est un affluent du Né, c'est-à-dire un sous-affluent de la Charente.

## Géographie
D'une longueur de 22,4 kilomètres, l'Arce prend sa source sur la commune de Chadurie à l'altitude 171 mètres, près du lieu-dit Bois-Rond.
Elle coule globalement de l'est vers l'ouest, en décrivant un arc avec sommet vers le sud.
Elle conflue sur la commune de Péreuil, à l'altitude 61 mètres, près du lieu-dit la Commanderie.

## Communes et cantons traversés
Dans le seul département de la Charente, l'Arce traverse neuf communes et trois cantons :
- dans le sens amont vers aval : Chadurie (source), Aignes-et-Puypéroux, Pérignac, Nonac, Deviat, Cressac-Saint-Genis, Bessac, Saint-Aulais-la-Chapelle, Péreuil (confluence).

Soit en termes de cantons, l'Arce prend source dans le canton de Blanzac-Porcheresse, traverse le canton de Montmoreau-Saint-Cybard, canton de Barbezieux-Saint-Hilaire, conflue dans le même canton que sa source, le canton de Blanzac-Porcheresse.

## Affluents
L'Arce a cinq affluents référencés :
- le ruisseau la Rivollée (rg) 2,1 km, sur les trois communes de Nonac, Pérignac, et Saint-Eutrope.
- le ruisseau de l'Étang Limot (rg) 4,1 km, sur la seule commune de Nonac.
- le ruisseau des Marceaux (rd) 2,5 km, sur les deux communes de Cressac-Saint-Genis, et Nonac.
- le ruisseau la Grande Eau, ou ruisseau des Aunais[2] (rd) 3,8 km, sur les trois communes de Bessac, Blanzac-Porcheresse, et Cressac-Saint-Genis.
- le ruisseau le Margerac (rg) 3,3 km, sur les trois communes de Bessac,  Cressac-Saint-Genis et Deviat.